# Franz Kofler
Franz Kofler (ur. 8 grudnia 1917, zm. 19 listopada 1948 w Landsberg am Lech) – zbrodniarz hitlerowski, członek załogi niemieckiego nazistowskiego obozu koncentracyjnego Mauthausen-Gusen i SS-Oberscharführer.
Austriak z pochodzenia, członek Waffen-SS od 28 czerwca 1938. 2 września 1941 otrzymał przydział do załogi obozu Mauthausen-Gusen, gdzie przebywał do maja 1945. Pełnił służbę zarówno w obozie głównym, jak i w podobozach: Gros-Raming, Linz oraz Sohlier. Kofler sprawował stanowiska, kolejno: strażnika, kierownika komanda więźniarskiego i oficera raportowego (Rapportführera). Miał na sumieniu liczne morderstwa i torturowanie więźniów obozu.
W procesie załogi Mauthausen (US vs. Franz Kofler i inni) przed amerykańskim Trybunałem Wojskowym w Dachau Franz Kofler skazany został na karę śmierci. Wyrok wykonano przez powieszenie 19 listopada 1948 w więzieniu Landsberg.